# Peter Paul Faust
Peter Paul Faust (* 12. September 1833 in Köln; † 1. Oktober 1912 ebenda) war ein deutscher Pädagoge und einer der ersten Mundartdichter kölscher Sprache. Er schrieb über 70 populäre Kölner Karnevalslieder.

## Leben
Nach dem Abitur am  Marzellengymnasium absolvierte er das Lehrerseminar in Kempen. Bis 1871 arbeitete Faust als Lehrer. Neben seinem Lehrerberuf begann er mit dem Verfassen von Gedichten und Texten hauptsächlich in kölscher Sprache. Seit 1871 arbeitete er als Redakteur bei der Kölnischen Zeitung. Im Jahr 1876 gehörte er zu den Mitbegründern des Stadt-Anzeigers der Kölnischen Zeitung,  zu dessen ersten Redakteuren er bis zu seiner krankheitsbedingten Pensionierung 1896 gehörte. Während seiner Tätigkeit für die Zeitung führte er als erster Journalist die kölsche Sprache in die Tagespresse ein. Seit 1876 veröffentlichte er wöchentlich die Mundart-Kolumne Wat sich de Familije Schmitz verzällt.
Peter Paul Faust betätigte sich auch als Herausgeber einiger Zeitschriften. Im Jahr 1881 bis 1884 war er gemeinsam mit Heinrich Hoster Mitherausgeber des Kölnischen Käsblättchen. In den Jahren 1886 bis 1889 edierte er zusammen mit Wilhelm Koch die Kölner Monatsschrift Alaaf Köln.
Neben seiner journalistischen Arbeit war er auch literarisch tätig. Faust verfasste Erzählungen, Theaterstücke und Gedichte in kölscher Sprache und gilt als Verfasser von über 70 Karnevalsliedern, unter anderem von Marieche, Marieche, wo is dann dinge Jung, om Nümaat, om Nümaat un schleit de decke Trumm, das  nach seinem Tod 1932 als Mariechentanz vertont wurde.

## Ehrung
Für seine Verdienste um die kölsche Sprache wurde Peter Paul Faust 1902 vom Heimatverein Alt-Köln e.V. als erstes Ehrenmitglied ernannt.

## Werke, Gedichte und Texte (Auswahl)
- Köln in frohen und ernsten Stunden, 1885
- Jett Klein's humoristische Erzählungen aus dem Kölner Leben, 1899
- Müller und Müller
- Ja, schön ist mein Schatz nicht (Lied)
- Kölner Puppenwalzer (Lied)
- Opgespillt met Fleute, Trumme (Lied)
- Pingste (Lied)
- Hendrich, mi Jüngelche! (Lied)
- Hat ehr jet zu binge? (Lied)
- Fresch op! (Lied)
- Der Zebingemann (Lied)
- Der Nählschmid (Lied)
- Am Chressovend (Lied)
- Allersiele (Lied)